# سرای یوسفیه
سرای یوسفیه یکی از بناهای قدیم بازار بروجرد می‌باشد که قدمت آن به دوره قاجار و پهلوی اول بر می‌گردد.
این سرا در نزدیکی مسجدهای تاریخی جامع و سلطانی، مجموعه خانه و بازار تاریخی شهر بروجرد (ویروگرد) جای گرفته است، یادگاری از دوران قاجار و پهلوی یکم است.

## پیشینه
سرای یوسفیه که در گذشته محلی برای بازرگانی و استراحت بوده است، ترکیبی از معماری قاجاری و پهلوی یکم را در خود دارد. طاق‌های ضربی و حجره‌هایی با طاق‌های کوتاه و بلند و نوع گچ‌بری‌های آن نشان از کار دست معماران پایان دوران قاجار دارد.
نمای آجری و طریق کاری‌های نما که با آجر کار شده است نیز حکایت از مرمت‌گران پهلوی اول دارد.
این بنای تجاری و اقامتی از چند حجره تجاری و یک سرداب بزرگ تشکیل شده است که البته از وضعیت سرداب آن آگاهی‌ای وجود ندارد. محوطه‌ای باز برای بستن اسب و گاری‌ها و پهن نمودن بساط تره‌بار، سرای یوسفیه را به یک محلهٔ تجاری کوچک در دل شهر تبدیل کرده است.
سازهٔ نامبرده از راه یک دالان با طاق‌های ضربی به خیابان جعفری؛ نخستین خیابان تاریخی بروجرد می‌رسد. منطقهٔ جعفری بروجرد یک بافت تاریخی کامل به‌جا مانده از دوران صفوی، افشاری، زندیه و قاجار است.

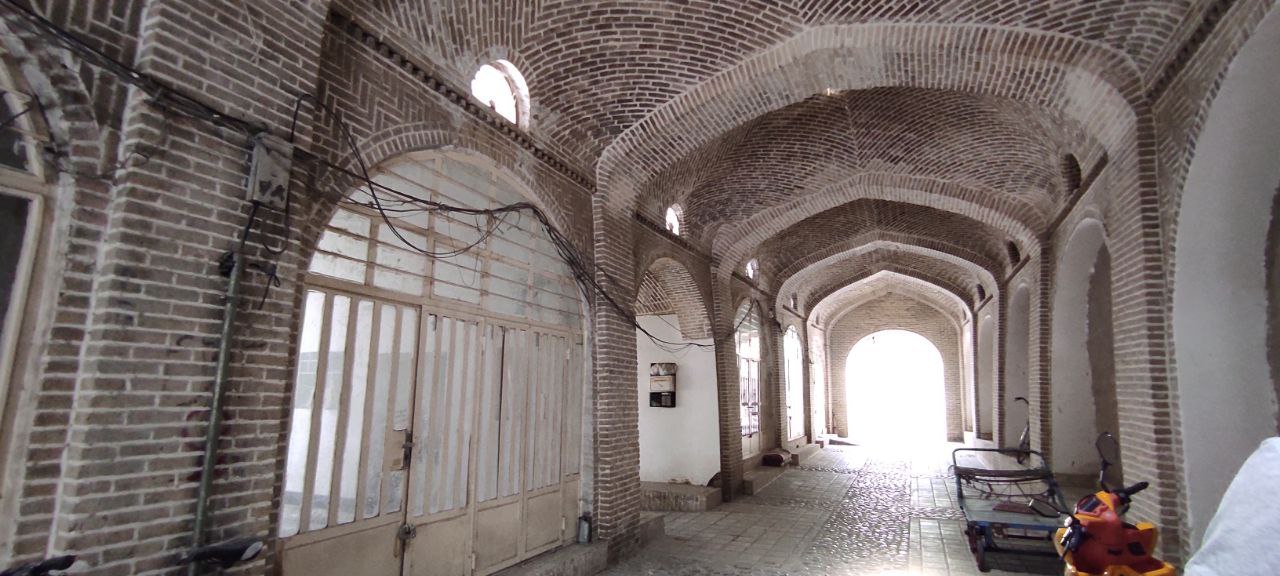
نمای داخلی از سرای یوسفیه بروجرد ۱۴۰۲